# Pebre
Pebre
 ali poprova omaka (ime izvira iz angleške besede za poper: pepper) je omaka, tipična za Čile. V Argentini poznajo podobno omako čimčuri. Pebre običajno postrežejo že za predjed, kjer se ga jé skupaj s kruhom, v nadaljevanju lahko služi tudi kot priloga mesu ali klobasam z žara ali kot začimba.
Obstaja več zvrsti pebreja, najpogosteje pa naletimo na dve. Ena od njiju je mešanica koriandra, čebule, paradižnika, paprike in ostalih sestavin. Druga priljubljena zvrst se sestoji iz paprike, papričine paste, česna, koriandra, rdečega vina in čebule.